# Matevž Miklavčič
Matevž Miklavčič, podobar in organizator čebelarstva, * 17. september 1886, Srednje Brdo, † 20. stoletje, ZDA.
Deloval je kot podobar, najprej v domačih krajih, kasneje pa se je kot organizator čebelarstva udejstvoval v ZDA.